# Марк Инстей Битиник
Марк Инстей Битиник (на латински: Marcus Insteius Bithynicus) е политик и сенатор на Римската империя през 2 век.
През 162 г. Битиник е суфектконсул заедно с Марк Фонтей Фронтиниан Луций Стертиний Руф.